# Centerville (condado de Wayne)
Centerville (condado de Wayne) es un área no incorporada ubicada dentro del Distrito Butler, una división civil menor del condado de Wayne (Virginia Occidental), Estados Unidos. Está catalogada como un asentamiento humano por la Junta de Nombres Geográficos de los Estados Unidos.
El número de identificación (ID) asignado por el Servicio Geológico de Estados Unidos es 1554097.

## Geografía
Se encuentra a una altitud de 180 metros sobre el nivel del mar (591 pies) según el conjunto de datos de elevación nacional.